# Jessey Voorn
Jessey Voorn (17 maart 1990) is een Nederlandse basketballer, die op dit moment free agent is. Voorn speelt vooral als shooting guard.

## Carrière
In het seizoen 2006-2007 speelde Voorn één seizoen in de Verenigde Staten voor het team van de Jonesboro High School.
Van 2007 tot 2011 speelde Voorn voor ABC Amsterdam, in deze jaren won hij in 2009 het landkampioenschap met de club. 
Nadat de Amsterdamse club failliet ging vertrok Voorn naar Groningen, om hier te gaan spelen voor de GasTerra Flames. In het seizoen 2013-14 was Voorn lang herstellende van een blessure, maar werd hij wel voor de tweede keer landskampioen en won hij zijn eerste NBB beker. 
In januari 2015 vertrok Voorn naar Spanje om voor CB Canarias in de Spaanse derde divisie te spelen. 
Voor het seizoen 2015–16 tekende Voorn een contract bij Landstede Basketbal uit Zwolle. Met Landstede bereikte Voorn de finale van de play-offs, maar daarin verloor het team van Donar Groningen.
In juli 2016 tekende Voorn een 2-jarig contract bij Zorg en Zekerheid Leiden.
Vanaf het seizoen 2018-2019 zal Voorn onder contract staan bij New Heroes Basketball Den Bosch.
Tijdens de Olympische Spelen van 2020 in Tokio maakte Voorn deel uit van het Nederlandse 3×3-basketbalteam. In de kwartfinale werd verloren van het Russische team.

## Erelijst
- Landskampioen (2): 2009, 2014
- NBB-Beker (1): 2014

Individuele prijzen:
- DBL MVP onder 23 (3): 2010, 2011, 2013
- All-Star (2): 2011, 2013

## Statistieken
| Jaar                         | Team      | GS | MPW  | 2P%  | 3P%  | VW%  | RPW | APW | SPW | BPW | PPW  |
| ---------------------------- | --------- | -- | ---- | ---- | ---- | ---- | --- | --- | --- | --- | ---- |
| 2008–09                      | Amsterdam | 38 | 4.4  | .550 | .294 | .600 | 0.4 | 0.3 | 0.3 | 0.0 | 1.4  |
| 2009–10                      | Amsterdam | 35 | 24.2 | .463 | .268 | .800 | 1.6 | 1.6 | 1.3 | 0.0 | 6.6  |
| 2010–11                      | Amsterdam | 38 | 34.3 | .424 | .350 | .712 | 2.8 | 1.5 | 1.1 | 0.1 | 13.7 |
| 2011–12                      | Groningen | 28 | 18.4 | .418 | .383 | .750 | 1.8 | 1.7 | 0.6 | 0.1 | 7.2  |
| 2012–13                      | Groningen | 41 | 27.2 | .454 | .357 | .800 | 2.9 | 2.0 | 1.6 | 0.2 | 10.9 |
| 2013–14                      | Groningen | 17 | 15.6 | .400 | .294 | .750 | 1.4 | 1.7 | 0.6 | 0.1 | 4.6  |
| Laatste update: 18 sep. 2014 |           |    |      |      |      |      |     |     |     |     |      |